# Francisco Lisvaldo Daniel Duarte
Francisco Lisvaldo Daniel Duarte, meglio noto come Esquerdinha (Uiraúna, 16 novembre 1990), è un calciatore brasiliano, centrocampista dell'Anapolina.

## Caratteristiche tecniche
Trequartista, può giocare come esterno su entrambe le fasce.

## Carriera

### Club
Nella stagione 2015-2016 ha giocato 5 partite in Europa League con la maglia dello Skënderbeu.
Il 31 luglio 2016 viene acquistato dalla squadra portoghese del Marítimo.

## Statistiche

### Presenze e reti nei club
Statistiche aggiornate al 18 maggio 2016.
| Stagione        | Squadra         | Campionato      | Campionato | Campionato | Coppe nazionali | Coppe nazionali | Coppe nazionali | Coppe continentali | Coppe continentali | Coppe continentali | Altre coppe | Altre coppe | Altre coppe | Totale | Totale |
| Stagione        | Squadra         | Comp            | Pres       | Reti       | Comp            | Pres            | Reti            | Comp               | Pres               | Reti               | Comp        | Pres        | Reti        | Pres   | Reti   |
| --------------- | --------------- | --------------- | ---------- | ---------- | --------------- | --------------- | --------------- | ------------------ | ------------------ | ------------------ | ----------- | ----------- | ----------- | ------ | ------ |
| 2015-2016       | Skënderbeu      | KS              | 31         | 2          | CA              | 7               | 1               | UCL+UEL            | 6+5                | 1+0                | SA          | 0           | 0           | 49     | 4      |
| 2016-2017       | Marítimo        | PL              | 0          | 0          | CP+CdL          | 0+0             | 0               | -                  | -                  | -                  | -           | -           | -           | 0      | 0      |
| Totale carriera | Totale carriera | Totale carriera | 31         | 2          |                 | 7               | 1               |                    | 11                 | 1                  |             | 0           | 0           | 49     | 4      |

## Palmarès

### Club

#### Competizioni statali
- Taça Minas Gerais: 1

Boa Esporte: 2012

#### Competizioni nazionali
- Campionato albanese: 1

Skënderbeu: 2015-2016